# ژرفاسنجی یون‌کره
در مخابرات و علوم رادیویی، ژرفاسنجی یون‌کره، روشی برای دستیابی به داده زنده بسامد بالای یون‌کرهٔ وابسته به پخش رادیویی است و از یک سامانه پایه ساخته شده از فرستنده و گیرنده هماهنگ‌شده استفاده می‌کند.
تاخیر انتشار زمان بین تراگسیل و دریافت، به عنوان فرازای مؤثر لایه یون‌کره در نظر گرفته می‌شود. ژرفاسنجی عمودی از یک فرستنده و گیرنده کنار هم گذاشته، تشکیل می‌شود و با فرستادن طیف گسترده‌ای از بسامدها به صورت عمودی به یون‌کره و اندازه‌گیری مقادیر بازتاب شده، فرازای مؤثر لایه یون‌کره را اندازه می‌گیرد. از این روش همچنین برای سنجش بسامد بحرانی نیز استفاده می‌شود. ژرفاسنج‌های اُریب، از یک فرستنده در یک گوشه از مسیرِ پخشِ مشخص و یک گیرنده هماهنگ‌شده که معمولاً با یک صفحه اسیلوسکوپ مانند (یونوگرام) در گوشه دیگر همراه است استفاده می‌کنند. اندازه‌گیری‌های گیرنده، تاخیر انتشار زمان را به فرازای مؤثر لایه یون‌کره تبدیل می‌کند. نمودار یونوگرام، فرازای مؤثر لایه یون‌کره را به مانند تابعی از بسامد نشان می‌دهد.